# EuroBrun ER188B
Der EuroBrun ER188B war ein Formel-1-Rennwagen des italienischen Teams EuroBrun Racing, der 1989 zu neun Weltmeisterschaftsläufen gemeldet wurde. Er war ein Interimsmodell auf der Basis des im Vorjahr eingesetzten ER188, das die Zeit bis zum Erscheinen des neu konstruierten Nachfolgemodells ER189 überbrücken sollte. Der ER188B erwies sich als nicht konkurrenzfähig. Er nahm an keinem Großen Preis teil; sein Fahrer verpasste bei jedem Anlauf die Qualifikation bzw. die Vorqualifikation.

## Hintergrund
EuroBrun hatte 1988, in seiner ersten Formel-1-Saison, keine Erfolge erzielen können. Neben den unerfahrenen Piloten und der problematischen Organisationsstruktur war vor allem das Einsatzauto, der veraltete ER188, ursächlich für die mangelnden Leistungen. Teamchef Walter Brun gab daher für die zweite Saison die Konstruktion eines grundlegend neuen Autos in Auftrag. Anfängliche Planungen hatten vorgesehen, hierfür die Ressourcen des britischen Brabham-Teams zu nutzen, das Brun in Zusammenarbeit mit dem Schweizer Geschäftsmann Joachim Lüthi Ende 1988 von Bernie Ecclestone übernommen hatte. Da das Reglement allerdings von jedem Team verlangte, ein eigenes Auto zu konstruieren, ließen sich die gewünschten Synergieeffekte nicht realisieren. Daraufhin beauftragte Brun den britischen Konstrukteur George Ryton mit der Entwicklung des neuen Wagens, der die Bezeichnung ER 189 erhalten sollte. Ryton nahm die Arbeit daran im Januar 1989 auf. Wegen des späten Starts war der ER189 nicht zu Beginn der Saison 1989 fertiggestellt. Die schwierige finanzielle Lage des Teams führte zu weiteren Verzögerungen. Der ER189 debütierte letztlich erst im Juli 1989 beim Großen Preis von Deutschland.
Bis zur Fertigstellung des neuen Autos bestritt EuroBrun die Saison 1989 mit einem nur geringfügig überarbeiteten ER188 in der B-Spezifikation, der als kostengünstige Notlösung gedacht war, wider Erwarten aber für mehr als die Hälfte der Saison zum Einsatzgerät wurde.

## Technik
Der EuroBrun ER188B war in konstruktiver Hinsicht grundsätzlich identisch mit dem von Bruno Zava und Mario Tollentino entworfenen ER 188. Monocoque, Fahrwerk und der größte Teil der Karosserie entsprachen dem Vorgängermodell. Neu waren lediglich der Motor und einige Details in seinem Umfeld. Während das Auto im Vorjahr von einem Cosworth DFZ-Motor angetrieben worden war, erhielt es nun einen Judd-Achtzylindermotor vom Typ CV. Dessen Verwendung hatte ihre Wurzeln in der vorübergehenden Verbindung zwischen EuroBrun und Brabham: Ende 1988, als beide Teams von Brun und Lüthi geführt wurden, übernahmen die Schweizer Geschäftsleute das Kontingent an Judd-Motoren, das 1988 von Williams eingesetzt worden war. Neu waren schließlich auch die Reifen: Hatte das Team im Vorjahr Goodyear-Reifen bezogen, so verwendete es 1989 Exemplare von Pirelli.
Der ER188B war ein modifiziertes Vorjahresmodell. Ob die Wagen ganz neu aufgebaut wurden, ist nicht eindeutig geklärt. Einige Quellen gehen davon aus, dass keine neuen Chassis aufgebaut wurden und das Team lediglich zwei der drei ER188 von 1988 auf die B-Spezifikation umrüstete; andere behaupten hingegen, dass EuroBrun zwei neu entwickelte Chassis nach B-Spezifikation aufbaute und ergänzend dazu ein 1988er Chassis entsprechend nachrüstete.
Der Wagen war schwer abzustimmen. Über- und Untersteuern wechselten sich ab. Erschwerend kam hinzu, dass weder der Fahrer noch der Renningenieur über genügend Erfahrung in der Abstimmungsarbeit hatten. Andererseits gab der Teamleiter Gianpaolo Pavanello wiederholt Abstimmungsempfehlungen, die den Arbeiten des Renningenieurs widersprachen.
Der ER188B wurde allgemein als veraltetes, nicht konkurrenzfähiges Auto angesehen. Kritiker bemerkten, dass der ER188B noch immer keine Lufthutze hatte, die seit einiger Zeit selbst bei kleineren Teams zum Stand der Technik gehörte. Zwar wies zumindest einer der ER188B – anders als seine Vorgänger – eine erhöhte Motorabdeckung auf; sie verkleidete aber nur den massiven Überrollbügel und hatte keine Staufunktion, die zu einer besseren Luftversorgung des Motors hätte führen können. Die mangelnde Konkurrenzfähigkeit des veralteten Autos war wesentlich dafür verantwortlich, dass EuroBrun zum schlechtesten Team der Saison 1989 wurde.

## Renneinsätze
Der EuroBrun ER188B wurde zu neun von 16 Weltmeisterschaftsläufen der Formel-1-Saison 1989 gemeldet. Fahrer war jeweils der Schweizer Gregor Foitek, der in diesem Jahr bei EuroBrun debütierte. Beim Auftaktrennen in Brasilien gelang Foitek die Vorqualifikation; später schied er allerdings in der Qualifikation aus. Bei allen weiteren Versuchen bis hin zum Großen Preis von Großbritannien scheiterte er dagegen bereits mit teilweise deutlichem Rückstand an der Vorqualifikation.
Bei den Großen Preisen von Deutschland und von Ungarn setzte EuroBrun für Foitek den neuen ER189 ein. Das Auto erwies sich allerdings im ungetesteten Zustand nicht als Verbesserung: Auch hier verpasste Foitek jeweils die Vorqualifikation. Während der ER189 in der Folgezeit eine Überarbeitung erfuhr, setzte das Team für den Großen Preis von Belgien im September 1989 noch einmal den ER188B ein. Auch hier war keine Vorqualifikation zu erreichen. Das alte Auto erschien hier in der orangefarbenen Lackierung des Sponsors Jägermeister.
Foitek und EuroBrun trennten sich nach dem Großen Preis von Belgien. Foiteks Nachfolger war Oscar Larrauri, der regelmäßig den ER189 einsetzte. Bis zum Ende der Saison diente ein ER188B als Ersatzfahrzeug.

## Ergebnisse
| Fahrer               | Nr.                  | 1   | 2    | 3    | 4    | 5    | 6    | 7    | 8    | 9 | 10 | 11   | 12 | 13 | 14 | 15 | 16 | Punkte | Rang |
| -------------------- | -------------------- | --- | ---- | ---- | ---- | ---- | ---- | ---- | ---- | - | -- | ---- | -- | -- | -- | -- | -- | ------ | ---- |
| Formel-1-Saison 1989 | Formel-1-Saison 1989 |     |      |      |      |      |      |      |      |   |    |      |    |    |    |    |    | 0      | −    |
| Gregor Foitek        | 33                   | DNQ | DNPQ | DNPQ | DNPQ | DNPQ | DNPQ | DNPQ | DNPQ |   |    | DNPQ |    |    |    |    |    | 0      | −    |